# خايمي توليدو
خايمي توليدو (بالإسبانية: Jaime Toledo)‏ (23 أبريل 1989 في المكسيك - ) هو لاعب كرة قدم مكسيكي في مركز الوسط. لعب مع سانتوس لاغونا وتيبورونيس روخوس دي فيراكروز وأتليتكو سان لويس.

## وصلات خارجية
- خايمي توليدو على موقع قاعدة بيانات كرة القدم.إي يو (الإنجليزية)
- خايمي توليدو على موقع Soccerway.com (الإنجليزية)